# Jean-Pierre Grès
Jean-Pierre Grès (né le 13 janvier 1949 à Signy-l'Abbaye) est un athlète français, spécialiste des épreuves de sprint.

## Biographie
Il remporte le titre du 100 mètres lors des championnats de France 1971 à Colombes.
Il participe aux Jeux olympiques de 1972, à Munich, où il se classe septième du relais 4 × 100 m.

### Palmarès
- Championnats de France d'athlétisme :
  - vainqueur du 100 m en 1971

### Records
| Épreuve | Performance | Lieu | Date |
| ------- | ----------- | ---- | ---- |
| 100 m   | 10 s 50     |      | 1972 |